# Ontocetus emmonsi
L'ontoceto (Ontocetus emmonsi) è un mammifero pinnipede estinto, appartenente agli odobenidi. Visse tra il Miocene superiore e il Pleistocene medio (circa 6 – 1,5 milioni di anni fa) e i suoi resti fossili sono stati ritrovati in Nordamerica, Europa, Africa e (forse) Asia.

## Descrizione
Questo animale era molto simile all'attuale tricheco (Odobenus rosmarus), ma se ne differenziava per le maggiori dimensioni (era grande circa il 15% in più della forma attuale) e per alcune caratteristiche anatomiche. Le zanne superiori, ad esempio, erano più corte ma più robuste di quelle dei trichechi attuali, ed erano inoltre più sporgenti all'infuori e ricurve; lungo le zanne vi erano notevoli solchi longitudinali. Ontocetus era inoltre caratterizzato da uno scudo occipitale rettangolare, dalla presenza del secondo incisivo superiore e del primo molare superiore, e dalla sinfisi mandibolare non fusa.

## Classificazione
Ontocetus venne descritto per la prima volta nel 1858 da Joseph Leidy, sulla base di fossili frammentari ritrovati in Carolina del Nord in terreni del Pliocene; lo studioso attribuì erroneamente questi resti a un cetaceo (da qui il nome Ontocetus) e l'anno seguente istituì la specie Ontocetus emmonsi. Solo in seguito vennero chiarite le reali affinità di questo enigmatico animale, anche grazie al ritrovamento di resti più completi.
Ontocetus emmonsi è una specie longeva, nota in un range stratigrafico che va dal Miocene terminale al Pleistocene medio (coprendo un periodo di circa 5 milioni di anni), e i suoi fossili sono stati ritrovati nelle pianure costiere dell'Atlantico nordorientale (dal New Jersey alla Florida), nelle coste del Mare del Nord in Europa (Belgio, Paesi Bassi, Gran Bretagna), ma anche in Africa (Marocco); ciò indica che questo animale era sostanzialmente presente lungo le coste di tutto l'Atlantico settentrionale. Alcuni fossili attribuiti al genere Ontocetus provenienti dal Giappone indicherebbero una dispersione di questo animale attraverso le regioni artiche durante il Pliocene.
Ontocetus appartiene agli odobenidi (Odobenidae), attualmente rappresentati dal solo tricheco ma in passato notevolmente più differenziati. In particolare, sembra che Ontocetus fosse strettamente imparentato con un altro tricheco estinto, Valenictus, e con lo stesso tricheco Odobenus.

## Paleobiologia
Ontocetus probabilmente aveva uno stile di vita simile a quello degli odierni trichechi: le lunghe zanne servivano a staccare molluschi ed echinodermi dalle scogliere. In ogni caso, Ontocetus si è estinto prima dell'apparizione del genere Odobenus, e i due animali non sono mai entrati in competizione nonostante abbiano occupato gli stessi luoghi e gli stessi ambienti.